# Salem (Carolina do Sul)
Salem é uma cidade  localizada no estado norte-americano de Carolina do Sul, no Condado de Oconee.

## Demografia
Segundo o censo norte-americano de 2000, a sua população era de 126 habitantes.
Em 2006, foi estimada uma população de 131, um aumento de 5 (4.0%).

## Geografia
De acordo com o United States Census Bureau tem uma área de 2,2 km², dos quais 2,2 km² cobertos por terra e 0,0 km² cobertos por água. Salem localiza-se a aproximadamente 298 m acima do nível do mar.

## Localidades na vizinhança
O diagrama seguinte representa as localidades num raio de 24 km ao redor de Salem.